# Paynton
Paynton es un pueblo canadiense situado en la provincia de Saskatchewan.

## Superficie
Paynton tiene una superficie de 0,82 km².

## Demografía
En 2021, tenía 120 habitantes, una densidad poblacional de 146,8 hab./km², y 67 viviendas.